# Villeneuve-en-Montagne
Villeneuve-en-Montagne è un comune francese di 153 abitanti situato nel dipartimento della Saona e Loira nella regione della Borgogna-Franca Contea.

## Società

### Evoluzione demografica
Abitanti censiti